# Solidariteit (begrip)
Solidariteit is het bewustzijn dat alhoewel individuen verschillende taken, interesses en waarden hebben, de orde en samenhang van de maatschappij afhangt van het elkaar kunnen vertrouwen voor het uitvoeren van die specifieke taken. Dit houdt in dat individuen inzien dat het verdedigen of het verder helpen van andermans belangen uiteindelijk in het belang van het individu zelf is. Het kan daarmee bijdragen aan de sociale cohesie.

## Politiek
In de politiek is het begrip omstreden. Enerzijds meent men dat solidariteit de cohesie en stabiliteit van een samenleving bevordert, doordat zij de gemeenschapszin stimuleert. Anderzijds wordt weleens gesteld dat door overwegingen van solidariteit de autonomie van de mens geweld wordt aangedaan; in die visie zou hij juist zijn beslissingen altijd op persoonlijke gronden moeten nemen.

### Sociale/internationale solidariteit
Sociale en internationale solidariteit worden wel onderscheiden van een ongelijkheidsrelatie. Van de laatste is sprake als men het belang van de ander weliswaar onderkent, maar zich daar voornamelijk achter schaart uit medelijden, dan wel de rol van hulpverlener op zich neemt. Deze relatie ontstaat vaak in de context van liefdadigheid. Solidariteit daarentegen houdt dan in dat men inziet dat de ander gelijkwaardig is. Het herkent de strijd, het belang of de wensen van de ander als gelijk aan die van zichzelf.

## Sociologie

### Verandering in solidariteit
De klassieke sociologie, met name die van Émile Durkheim, gaat uit van een verschuiving in solidariteit naarmate de samenleving complexer wordt. Waar aanvankelijk sprake was van een mechanische solidariteit ging dit door het industrialisatieproces over in een organische solidariteit.
Bij mechanische solidariteit is sprake van gelijkheid in een maatschappij met weinig sociale differentiatie waar dezelfde normen en waarden gevolgd worden en vanuit een collectief bewustzijn sprake is van een sterke sociale pressie tot conformisme.

Organische solidariteit ontstaat juist bij toenemende sociale differentiatie, wat het geval is bij arbeidsverdeling en specialisatie. Door de onderlinge afhankelijkheid en het besef dat de verschillende functies elkaar aanvullen ontstaat een nieuwe solidariteit, waarbij de sociale pressie afneemt. De maatschappij wordt nu niet mechanisch, maar organisch bij elkaar gehouden.
Bij een te snelle overgang kan echter de nieuwe ordening van functies, normen en waarden onvoldoende voltooid zijn, waardoor een bepaalde mate van anomie optreedt, een gemoedstoestand die gekenmerkt wordt door afwezigheid of afwijzen van standaarden of waarden.

### Solidariteit en afwijkend gedrag
Van afwijkend gedrag is wel gezegd, onder meer door Durkheim, dat het een sociale functie heeft: het versterkt de solidariteit tussen de anderen. Diegenen die niet van de norm afwijken, een norm die vaak wordt bepaald door de waarden van de middenklasse, voelen zich gesterkt in hun saamhorigheid. Hier is dus opnieuw sprake van groepssolidariteit. De gelederen sluiten zich tegen de zondebok, die zich in vele gedaanten kan voordoen, maar die steeds "de ander" is. Het extreme voorbeeld van deviant, afwijkend, gedrag is de crimineel.
Durkheim trok uit deze opvatting de consequentie dat ook bestraffing van de crimineel een maatschappelijke functie had: het ging niet om rehabilitatie, het ging om genoegdoening, vergelding.
Latere sociologen hebben verdeelde opvattingen getoond. Volgens sommigen was het onwetenschappelijk om de middenklasse, of de dominante klasse, als uitgangspunt te nemen: dit zou die klasse tot vanzelfsprekende norm verheffen. Anderen achtten het juist empirisch terecht om die norm te erkennen, en van daaruit de definiëren wat in een bepaalde maatschappij onder "deviant" verstaan moest worden.

## Het gezin
Ook in complexe samenlevingen bestaan nog vormen van "mechanische solidariteit": zo kan het gezin niet worden beschouwd als een tijdelijke, wisselende overeenkomst. Hier zijn de banden doorgaans sterk en onverbreekbaar. Toch doet zich een aantal filosofische vragen voor, bijvoorbeeld:
- Zijn gezinsbanden inderdaad sterker dan die tussen anderen, bijvoorbeeld tussen boezemvrienden?
- Zijn die banden het sterkst in het traditionele, heteroseksuele tweeoudergezin?
- Heeft de gezinssolidariteit altijd voorrang boven saamhorigheid met andere instituties, zoals het geloof of de staat?
- In hoeverre zijn overheid en religieuze instelling gerechtigd in te grijpen in het gezinsverband?

Antwoorden op deze vragen kunnen gevonden worden langs een aantal wegen. Enkele benaderingen zijn:
- de metafysische (bijvoorbeeld: het gezin als instelling van een godheid)
- de biologische (bloedverwantschap)
- de economische (eigendom, erfenis, werkverdeling)
- de psychologische (affectie, groepsgevoel, identificatie)
- de narratieve (een gezamenlijke geschiedenis, gedeelde herinneringen).

## Verzekeringen
In de wereld van pensioen en verzekeringen is solidariteit de mate waarin risico`s gedeeld worden met andere deelnemers of begunstigden. De mate van solidariteit wordt aan de onderkant beperkt door het risico, aan de bovenkant door free rider-gedrag.

### Solidariteit en risico's
Waar een klein, maar catastrofaal risico wordt gelopen kan dat risico worden gedeeld door een verzekering: alle deelnemers betalen door hun premie mee aan schades, maar als ze zelf schade hebben kunnen ze die verhalen op de verzekering. Voorwaarden voor een verzekering zijn dus een grote groep verzekerden die het risico willen dekken tegen de benodigde premie. Vaak dekt een verzekering verschillende risico's tegelijkertijd. Bundeling van extra risico's is mogelijk zolang alle verzekerden het belang van dekking van het extra risico inzien. Als ze dat niet meer doen zullen ze kiezen voor een verzekering die het extra risico niet dekt.

### Solidariteit en pensioenen
Een pensioenfonds met beschikbare-uitkeringssysteem dekt hoofdzakelijk het investeringsrisico: het risico dat de ingelegde pensioenpremie na investering onvoldoende kapitaal opbrengt om het volgens de pensioenregeling opgebouwde pensioen uit te betalen. Naarmate het pensioen wordt geïndexeerd met een inflatiefactor dekt het ook het inflatierisico. Een beschikbare-premiesysteem dekt geen risico. Het is meer een spaarproduct dan een verzekeringsproduct.
Een jonge begunstigde kan het beste veel in aandelen en weinig in obligaties beleggen. Aandelen geven namelijk op lange termijn het hoogste rendement en er is tijd genoeg om te wachten op herstel als de aandelenmarkten teleurstellen. Naarmate de begunstigde dichter bij de pensioengerechtigde leeftijd komt moet er meer en meer in obligaties worden belegd, anders zou het opgebouwde kapitaal op het laatste moment nog aan waarde kunnen verliezen bij een teleurstellende ontwikkeling op financiële markten. Beleggen in obligaties geeft echter een lager rendement, juist als het gespaarde kapitaal het hoogst is.
Om deze reden is solidariteit aantrekkelijk. In een grote groep begunstigden is de datum van pensionering zodanig gespreid dat de groep als geheel meer en langer in aandelen belegd kan zijn. Het risico van een tegenvallende markt wordt dan gespreid over generaties. Jongere generaties accepteren een lager rendement op hun (kleine) opgebouwde inleg en hopen later, als oudere generatie te profiteren van een hoger rendement op een groter opgebouwd kapitaal. Rationeel gesproken zou de jongere echter liever profiteren van een hoger rendement en pas op latere leeftijd tot een pensioenfonds toetreden, waardoor de solidariteit tot een minimum gereduceerd zou worden. Om dit te voorkomen wordt een pensioenregeling vaak verplicht gesteld.
Een verplicht gestelde pensioenregeling kan 25-30% hogere opbrengsten op het geïnvesteerd vermogen realiseren. Dit kan niet alleen omdat de optimale beleggingsportefeuille meer aandelen bevat, maar ook omdat het fonds minder liquide hoeft te zijn als de klanten niet kunnen weglopen. Het kan dus beleggen in zaken die minder makkelijk snel te verkopen zijn, zoals onroerend goed en niet op de beurs genoteerde ondernemingen.
Verplichtstelling ten behoeve van solidariteit kan, ook bij hogere opbrengsten, alleen voortbestaan als de begunstigden er op vertrouwen dat hun geld in goede handen is en het beloofde pensioen wordt gerealiseerd. Verplichtstelling gaat daarom gepaard met overheidstoezicht, in Nederland door De Nederlandsche Bank, op het beleggingsbeleid en de solvabiliteit.